# Joan de Serrallonga
|  | Per a altres significats, vegeu «Joan de Serrallonga (desambiguació)». |

Joan de Serrallonga, (Igualada, s.XV - ?) militar igualadí, lloctinent de Cristòfor Colom en el seu tercer viatge a les Índies (1498). Va dictar testament l'any 1500 a l'illa Hispaniola.
Es conserva documentació relativa a la seva família a l'Arxiu Reial de Barcelona, d'en Hug o Huguet de Serrallonga, el seu pare, notari públic d'Igualada, i del mateix Joan de Serrallonga.
Participà per ordre de la diputació general, com a representant d'Igualada, en l'entrega de la Torre de Claramunt per part d'en Joan de Claramunt i de Rajadell, que li lliurà les claus de la Torre en el 1463.